# 天福寺 (千葉市)

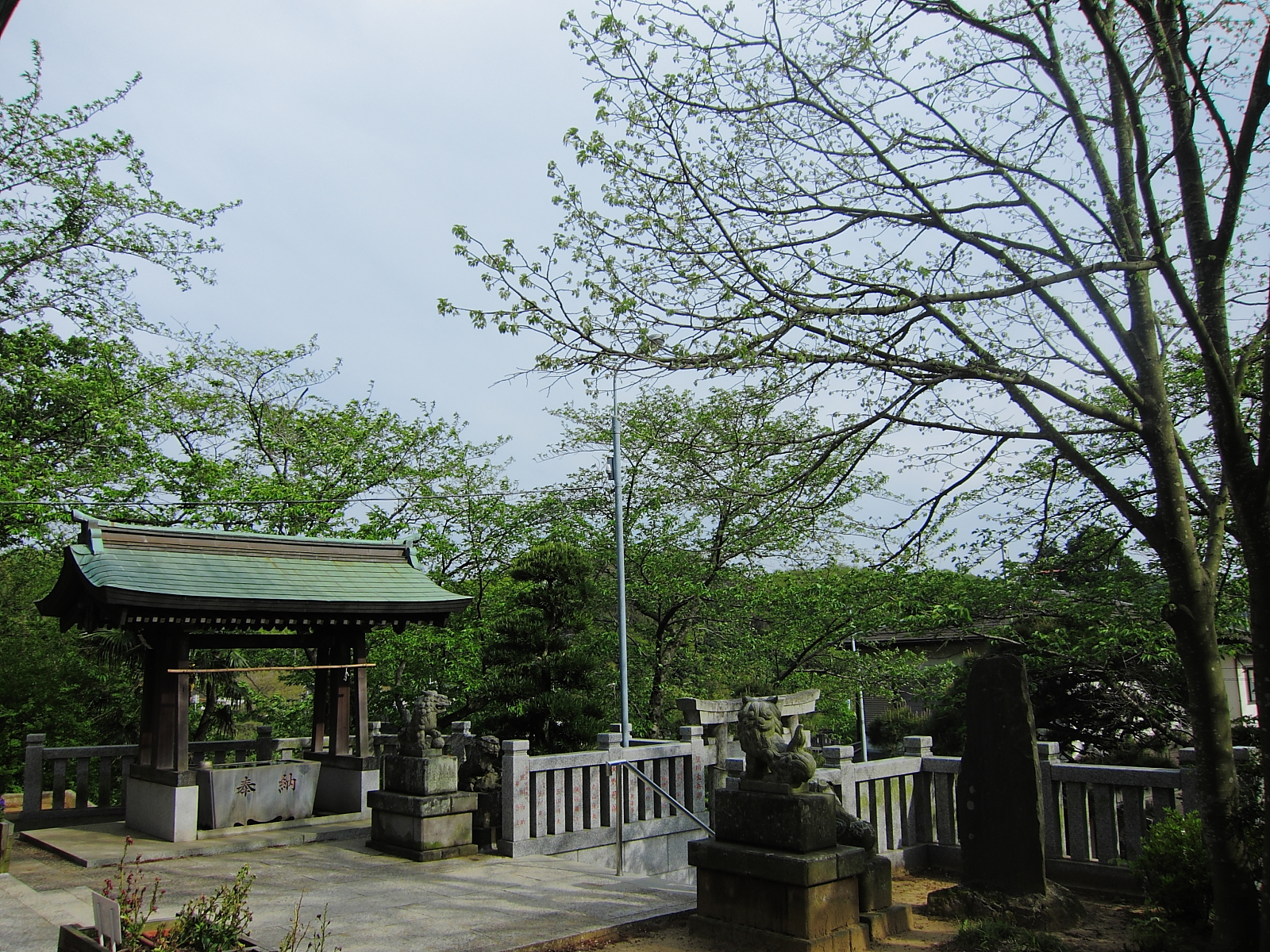
天福寺

天福寺（てんぷくじ）は、千葉県千葉市花見川区にある真言宗豊山派の寺院。山号は花島山。本尊は十一面観音菩薩で、「花島観音」（はなしまかんのん）とも称される。

## 歴史
この寺は、寺伝によれば709年（和銅2年）行基が刻んだ観音像を安置した観音堂に始まるとされ、この寺はその別当寺として建立されたものと見られている。その後、観音堂がこの寺に移されたようである。

## 文化財
- 千葉県指定文化財
  - 木造十一面観音立像

## 所在地
- 千葉県千葉市花見川区花島町60